# Tom O' Horgan
Tom O'Horgan (3 de maio de 1924 – 11 de janeiro de 2009) foi um diretor de cinema e teatro, compositor, ator e músico norte-americano.